# ريك ماكالوم
ريك ماكالوم (بالإنجليزية: Rick McCallum)‏ هو منتج أفلام أمريكي، ولد في 23 أغسطس 1952 في هايدلبرغ في ألمانيا.

## وصلات خارجية
- ريك ماكالوم على موقع IMDb (الإنجليزية)
- ريك ماكالوم على موقع بوكس أوفيس موجو (الإنجليزية)
- ريك ماكالوم على موقع قاعدة بيانات الفيلم (الإنجليزية)